# Gilbert Grape
A Gilbert Grape (eredeti cím: What's Eating Gilbert Grape) 1993-ban bemutatott amerikai filmdráma, melyet Lasse Hallström rendezett. A forgatókönyvet saját, 1991-ben megjelent What's Eating Gilbert Grape című regénye alapján Peter Hedges írta. A főbb szerepekben Johnny Depp, Leonardo DiCaprio, Juliette Lewis és Darlene Cates látható.

## Szereplők
| Szereplő        | Színész               | Magyar hang        |
| --------------- | --------------------- | ------------------ |
| Gilbert Grape   | Johnny Depp           | Görög László       |
| Becky           | Juliette Lewis        | Kisfalvi Krisztina |
| Arnie Grape     | Leonardo DiCaprio     | Bolba Tamás        |
| Bonnie Grape    | Darlene Cates         | Némedi Mari        |
| Amy Grape       | Laura Harrington      | Zakariás Éva       |
| Ellen Grape     | Mary Kate Schellhardt | Dögei Éva          |
| Tucker Van Dyke | John C. Reilly        | Csuja Imre         |
| Bobby McBurney  | Crispin Glover        | Pusztaszeri Kornél |
| Ken Carver      | Kevin Tighe           | Dobránszky Zoltán  |
| Betty Carver    | Mary Steenburgen      | Vándor Éva         |

## Díjak
- Oscar-díj a legjobb férfi mellékszereplőnek (Leonardo DiCaprio) – jelölés
- Golden Globe-díj a legjobb férfi mellékszereplőnek (Leonardo DiCaprio)– jelölés